# ماتيا باسيني
ماتيا باسيني (بالإيطالية: Mattia Pasini)‏ مواليد 13 أغسطس 1985 في ريميني، هو متسابق دراجات نارية إيطالي. نافس في سباقات بطولة العالم لفئة 250 سي سي ولفئة 125 سي سي ولفئة 50 سي سي. كما شارك في بطولة العالم للموتو جي بي.

## روابط خارجية
- ماتيا باسيني على موقع MotoGP.com (الإنجليزية)
- ماتيا باسيني على موقع CONI honoured athlete website (الإيطالية)
- ماتيا باسيني على موقع AS.com (الإسبانية)